# Ringer-Europameisterschaften 2025
Die Ringer-Europameisterschaften 2025 wurden vom 7. bis zum 13. April in Šamorín nahe der slowakischen Hauptstadt Bratislava ausgetragen.

## Ergebnisse

### Männer

#### Freistil
| Gewichtsklasse | Gold                     | Silber                       | Bronze               |
| -------------- | ------------------------ | ---------------------------- | -------------------- |
| 57 kg          | Natschyn Mongusch        | Asamat Tuskajew              | Aryan Tsiutryn       |
| 57 kg          | Natschyn Mongusch        | Asamat Tuskajew              | İslam Bazarqanov     |
| 61 kg          | Saur Ugujew              | Arsen Harutjunjan            | Selimchan Abakarow   |
| 61 kg          | Saur Ugujew              | Arsen Harutjunjan            | Andrij Dschelep      |
| 65 kg          | Ibragim Ibragimow        | Khamzat Arsamerzouev         | Wasgen Tewanjan      |
| 65 kg          | Ibragim Ibragimow        | Khamzat Arsamerzouev         | Əli Rəhimzadə        |
| 70 kg          | Dawid Bajew              | Arman Andreasjan             | Akaki Kemertelidse   |
| 70 kg          | Dawid Bajew              | Arman Andreasjan             | Kənan Heybətov       |
| 74 kg          | Chermen Valiev           | Saurbek Sidakow              | Ağanəzər Novruzov    |
| 74 kg          | Chermen Valiev           | Saurbek Sidakow              | Taimuras Salkasanow  |
| 79 kg          | Achmed Usmanow           | Zelimkhan Khadjiev           | Achsarbek Gulajew    |
| 79 kg          | Achmed Usmanow           | Zelimkhan Khadjiev           | Wladimer Gamkrelidse |
| 86 kg          | Magomed Ramasanow        | Mahamedchabib Kadsimahamedau | Osman Göçen          |
| 86 kg          | Magomed Ramasanow        | Mahamedchabib Kadsimahamedau | Artur Naifonow       |
| 92 kg          | Dauren Kuruglijew        | Osman Nurmagomedow           | Mirian Maissuradse   |
| 92 kg          | Dauren Kuruglijew        | Osman Nurmagomedow           | Feyzullah Aktürk     |
| 97 kg          | Giwi Matscharaschwili    | Magomed Kurbanow             | Richárd Végh         |
| 97 kg          | Giwi Matscharaschwili    | Magomed Kurbanow             | Batyrbek Zakulow     |
| 125 kg         | Giorgi Meschwildischwili | Solomon Manaschwili          | Dsjanis Chramjankou  |
| 125 kg         | Giorgi Meschwildischwili | Solomon Manaschwili          | Kamil Kościółek      |

#### Griechisch-römischer Stil
| Gewichtsklasse | Gold              | Silber            | Bronze             |
| -------------- | ----------------- | ----------------- | ------------------ |
| 55 kg          | Emin Seferschajew | Eldaniz Azizli    | Wachtang Lolua     |
| 55 kg          | Emin Seferschajew | Eldaniz Azizli    | Artiom Deleanu     |
| 60 kg          | Nihat Məmmədli    | Georgij Tibilov   | Sadyk Lalaev       |
| 60 kg          | Nihat Məmmədli    | Georgij Tibilov   | Victor Ciobanu     |
| 63 kg          | Kerem Kamal       | Karen Aslanjan    | Mairbek Salimov    |
| 63 kg          | Kerem Kamal       | Karen Aslanjan    | Vitalie Eriomenco  |
| 67 kg          | Hasrat Jafarov    | Abu-Muslim Amajew | Arslanbek Salimov  |
| 67 kg          | Hasrat Jafarov    | Abu-Muslim Amajew | Dschoni Chezuriani |
| 72 kg          | Levente Lévai     | nicht vergeben    | Ülvi Qənizadə      |
| 72 kg          | Ibrahim Ghanem    | nicht vergeben    | Mustafa Şahin      |
| 77 kg          | Malchas Amojan    | Ramas Soidse      | Ahmet Yılmaz       |
| 77 kg          | Malchas Amojan    | Ramas Soidse      | Alexandru Solovei  |
| 82 kg          | Qurban Qurbanov   | Erik Szilvássy    | Burhan Akbudak     |
| 82 kg          | Qurban Qurbanov   | Erik Szilvássy    | Gela Bolkwadse     |
| 87 kg          | Dávid Losonczi    | Semen Nowikow     | İslam Abbasov      |
| 87 kg          | Dávid Losonczi    | Semen Nowikow     | Alexander Komarow  |
| 97 kg          | Kirill Milow      | Lucas Lazogianis  | Alex Szőke         |
| 97 kg          | Kirill Milow      | Lucas Lazogianis  | Kiryl Maskewitsch  |
| 125 kg         | Sergei Semjonow   | Hamza Bakır       | Dáriusz Vitek      |
| 125 kg         | Sergei Semjonow   | Hamza Bakır       | Jello Krahmer      |

### Frauen Freistil
| Gewichtsklasse | Gold                    | Silber            | Bronze               |
| -------------- | ----------------------- | ----------------- | -------------------- |
| 50 kg          | Oksana Liwatsch         | Evin Demirhan     | Nadeschda Sokolowa   |
| 50 kg          | Oksana Liwatsch         | Evin Demirhan     | Natalja Warakina     |
| 53 kg          | Maria Prevolaraki       | Andreea Ana       | Natalja Malyschewa   |
| 53 kg          | Maria Prevolaraki       | Andreea Ana       | Zeynep Yetgil        |
| 55 kg          | Jekaterina Werbina      | Tatiana Debien    | Mariana Drăguțan     |
| 55 kg          | Jekaterina Werbina      | Tatiana Debien    | Oleksandra Chomenez  |
| 57 kg          | Olga Choroschawzewa     | Elvira Kamaloğlu  | Solomija Wynnyk      |
| 57 kg          | Olga Choroschawzewa     | Elvira Kamaloğlu  | Jalə Əliyeva         |
| 59 kg          | Anastassija Sidelnikowa | Bediha Gün        | Alina Filipowytsch   |
| 59 kg          | Anastassija Sidelnikowa | Bediha Gün        | Aurora Russo         |
| 62 kg          | Iryna Bondar            | Johanna Lindborg  | Biljana Dudowa       |
| 62 kg          | Iryna Bondar            | Johanna Lindborg  | Luisa Niemesch       |
| 65 kg          | Grace Bullen            | Irina Rîngaci     | Dinara Kudajewa      |
| 65 kg          | Grace Bullen            | Irina Rîngaci     | Iryna Koljadenko     |
| 68 kg          | Alina Schautschuk       | Kateryna Selenych | Buse Tosun Çavuşoğlu |
| 68 kg          | Alina Schautschuk       | Kateryna Selenych | Adéla Hanzlíčková    |
| 72 kg          | Alla Belinska           | Nesrin Baş        | Alexandra Anghel     |
| 72 kg          | Alla Belinska           | Nesrin Baş        | Pauline Lecarpentier |
| 76 kg          | Anastasija Alpjejewa    | Yasemin Adar      | Martina Kuenz        |
| 76 kg          | Anastasija Alpjejewa    | Yasemin Adar      | Anastasia Simiankowa |

## Medaillenspiegel
| Platz  | Land                   | Gold | Silber | Bronze | Gesamt |
| ------ | ---------------------- | ---- | ------ | ------ | ------ |
| –      | United World Wrestling | 11   | 3      | 10     | 24     |
| 1      | Aserbaidschan          | 4    | 2      | 7      | 13     |
| 2      | Ukraine                | 4    | –      | 5      | 9      |
| 3      | Bulgarien              | 2    | 2      | 1      | 5      |
| 4      | Ungarn                 | 2    | 1      | 3      | 6      |
| 5      | Griechenland           | 2    | –      | –      | 2      |
| 6      | Türkei                 | 1    | 6      | 7      | 14     |
| 7      | Armenien               | 1    | 3      | 1      | 5      |
| 7      | Frankreich             | 1    | 3      | 1      | 5      |
| 9      | Georgien               | 1    | 2      | 6      | 9      |
| 10     | Albanien               | 1    | –      | 1      | 2      |
| 11     | Norwegen               | 1    | –      | –      | 1      |
| 12     | Rumänien               | –    | 2      | 1      | 3      |
| 12     | Serbien                | –    | 2      | 1      | 3      |
| 14     | Moldau                 | –    | 1      | 5      | 6      |
| 15     | Deutschland            | –    | 1      | 2      | 3      |
| 16     | Schweden               | –    | 1      | –      | 1      |
| 17     | Polen                  | –    | –      | 3      | 3      |
| 17     | Slowakei               | –    | –      | 3      | 3      |
| 19     | Italien                | –    | –      | 1      | 1      |
| 19     | Österreich             | –    | –      | 1      | 1      |
| 19     | Tschechien             | –    | –      | 1      | 1      |
| Gesamt | Gesamt                 | 31   | 29     | 60     | 120    |